# Ensalada Watergate

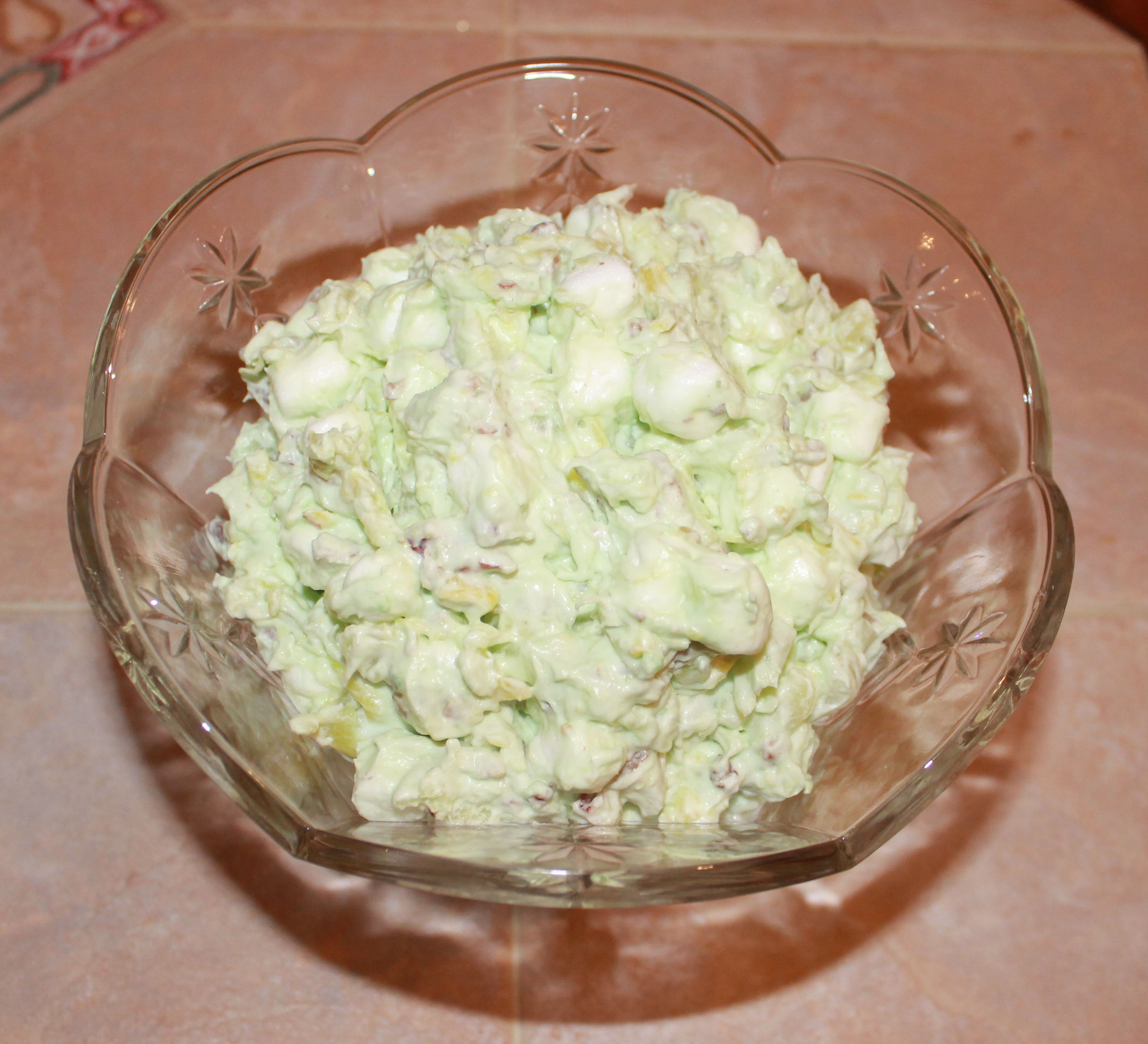
Una muestra de la ensalada Watergate.

La ensalada Watergate es un tipo de ensalada conocida en la cocina estadounidense también como: Pistachio salad (o en castellano Ensalada de pistachos), Hawaiian Surprise (o sorpresa hawaiana) , Pistachio Delight (delicia de pistachos) , Picnic Passion y Green Stuff. Se trata de una ensalada empleada en los postres y de sabor dulce que emplea como ingrediente un pudding de pisctacho, fruta en lata (generalmente piña) y Cool Whip (una marca comercial de nata montada). Suele ser muy fácil y rápido de preparar, y los ingredientes suelen ser picados convenientemente. La ensalada se sirve generalmente fría.

## Historia
El origen de la “Watergate salad” no es claro, aunque la primera comercialización es reclamada por la compañía Kraft Corporate Affairs en el año 1975 de una receta de ensalada de pistacho elaborada por ellos.